# Jaera italica
Jaera italica é uma espécie de crustáceo descrita por Kesselyak em 1938. Jaera italica faz parte do gênero Jaera e da família Janiridae.